# Saltsjöbadens observatorium

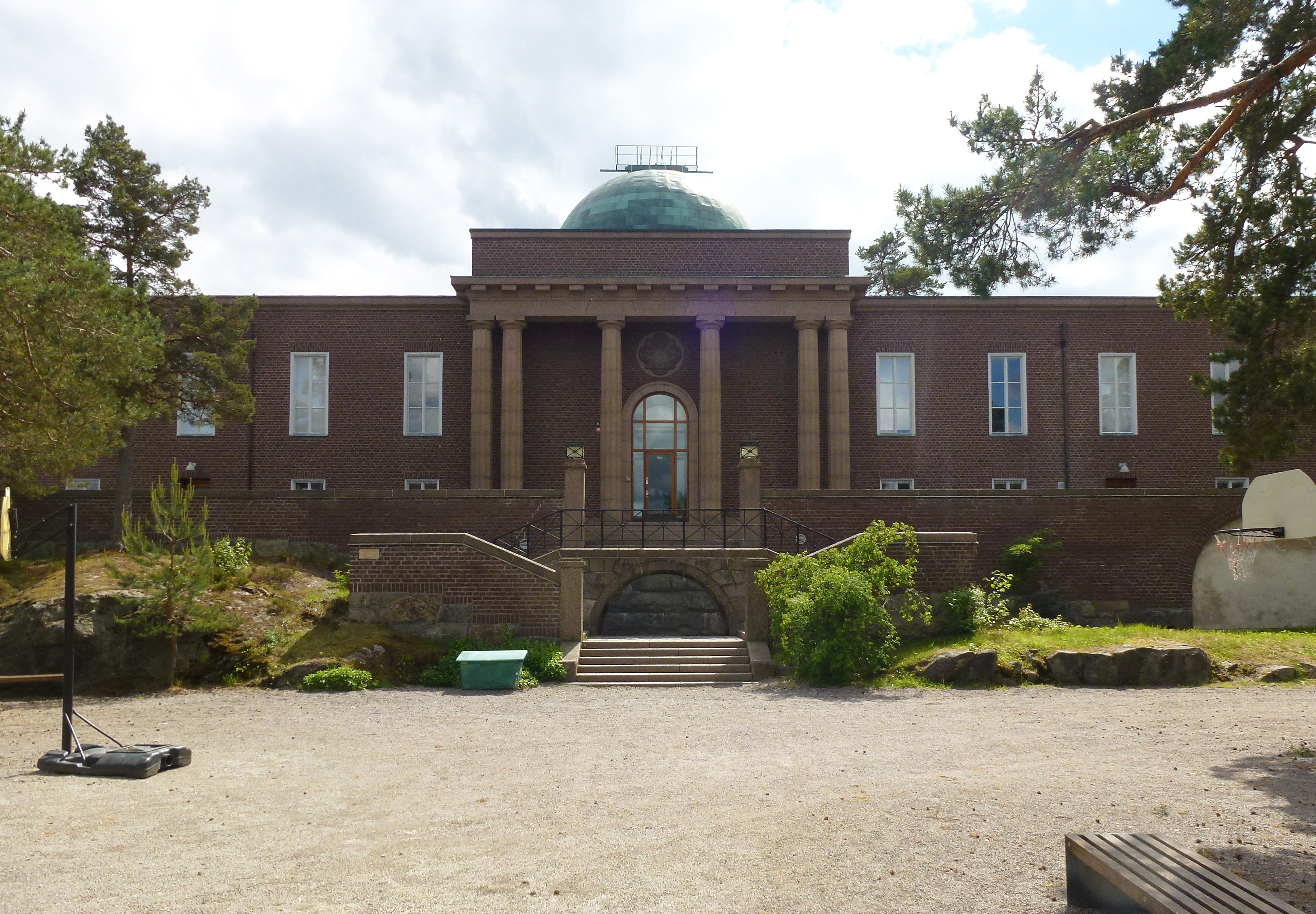
Saltsjöbadens observatorium, huvudentré.

Saltsjöbadens observatorium är ett astronomiskt observatorium i Saltsjöbaden, Nacka kommun. Från 1931 till 2001 fanns Stockholms Observatorium i Saltsjöbadsobservatoriet, men därefter flyttades verksamheten till ett nytt astronomi-, fysik- och bioteknikcentrum, Albanova, norr om Roslagstull. Observatoriet förklarades som statligt byggnadsminne år 1993, och samma år övertog Statens fastighetsverk förvaltningen från Byggnadsstyrelsen. 

## Teleskop
Det stora antalet optiska teleskop som är samlade här gör Saltsjöbadens observatorium unikt i Norden. Schmidtteleskopet från 1963 har en 1-metersspegel, men används inte längre. Reflektorteleskopet på 40 inch är tillverkat av firma Grubb & Parson i England, och installerades i den östliga 12-meterskupolen 1931. I huvudbyggnaden finns en dubbelrefraktor, ett 50 respektive 60 cm linsteleskop av samma tillverkare, också installerad 1931. Båda dessa teleskop är fungerande idag.

## Historik

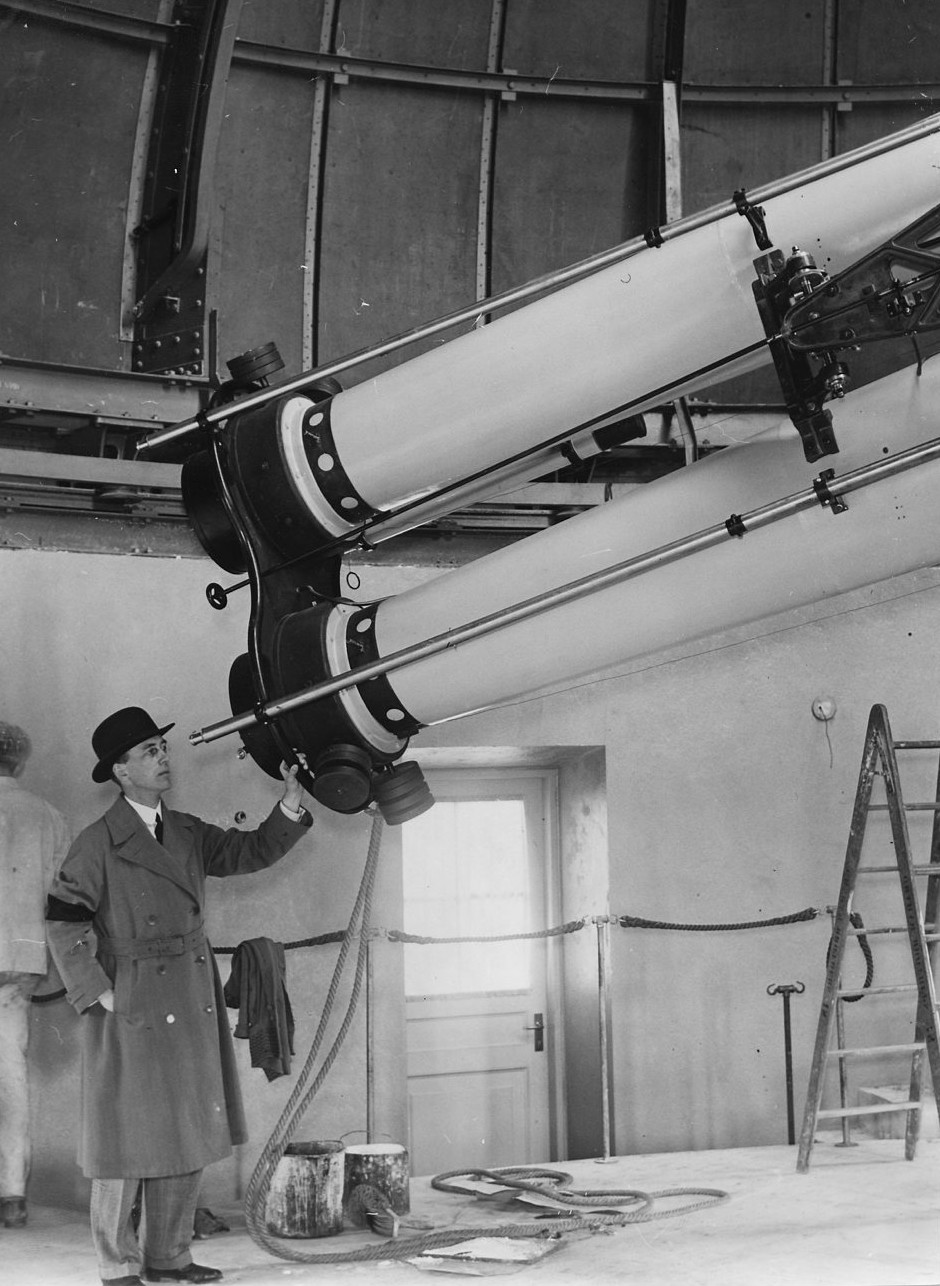
Bertil Lindblad vid dubbelrefraktorn under 1930-talet.

Observatoriet börjades byggas vid slutet av 1920-talet då ljusförhållandena vid Stockholms gamla observatorium hade gjort vetenskapliga observationer svåra.
Astronomen Nils Nordenmark höll år 1926 ett föredrag där han uppmanade Kungliga Vetenskapsakademien och staden att göra något åt observatoriets omoderna och bristfälliga utrustning. Detta föredrag inspirerade bankdirektör Knut Wallenberg att måna om observatoriets fortlevnad och på hans inrådan tillsatte Vetenskapsakademien år 1927 en kommitté som skulle planera en ny observatorieanläggning. Läget valdes sydöst om Stockholm av två anledningar: för det första är söder det viktigaste väderstrecket för astronomiska observationer och man ville undvika ljuset från staden; för det andra avtar molnigheten utmed havsbandet varför man gav sig ut mot skärgården, österut. Karlsbaderberget i Saltsjöbaden bedömdes vara den mest gynnsamma platsen.
Vetenskapsakademien fick bidrag från staden och från Knut och Alice Wallenbergs stiftelse, med villkoret att det nya observatoriet skulle fortsätta kallas Stockholms observatorium, och byggnaden påbörjades år 1929. Arkitekt var Axel Anderberg, som gestaltade byggnaderna i en tung tegelarkitektur. Han var även arkitekt bakom Vetenskapsakademiens byggnad, Naturhistoriska Riksmuseet och Operan i Stockholm. Anläggningen bestod till en början av åtta byggnader och fem observationskupoler.
Det nya observatoriet invigdes den 5 juni 1931 med kung Gustaf V som främste gäst. Professor Bertil Lindblad var vid denna tid Vetenskapsakademiens astronom och fick det vetenskapliga huvudansvaret. Under hans ledning inköptes en del nya instrument: en dubbelrefraktor, ett spegelteleskop och en astrograf, inklusive instrumentkupoler. Lindblad blev sedermera prefekt vid Stockholms observatorium.
Observatoriet är numera hem åt Kunskapsskolans Naturvetenskapliga Centrum (KNC) för Utveckling. Dessutom finns Kunskapsskolan Saltsjöbaden där, som byggt om i området för att det skall passa skolverksamheten. Sedan 1964 har astronomiföreningen Stockholms Amatörastronomiska Klubb och dess efterföljare Stockholms amatörastronomer (STAR) hållit till i två av sidokupolerna. 2002-2007 var det i huvudsak bara STAR, Ericssons astronomiförening och Saltsjöbadens Samskola som höll till vid Saltsjöbadens observatorium.

## Bilder

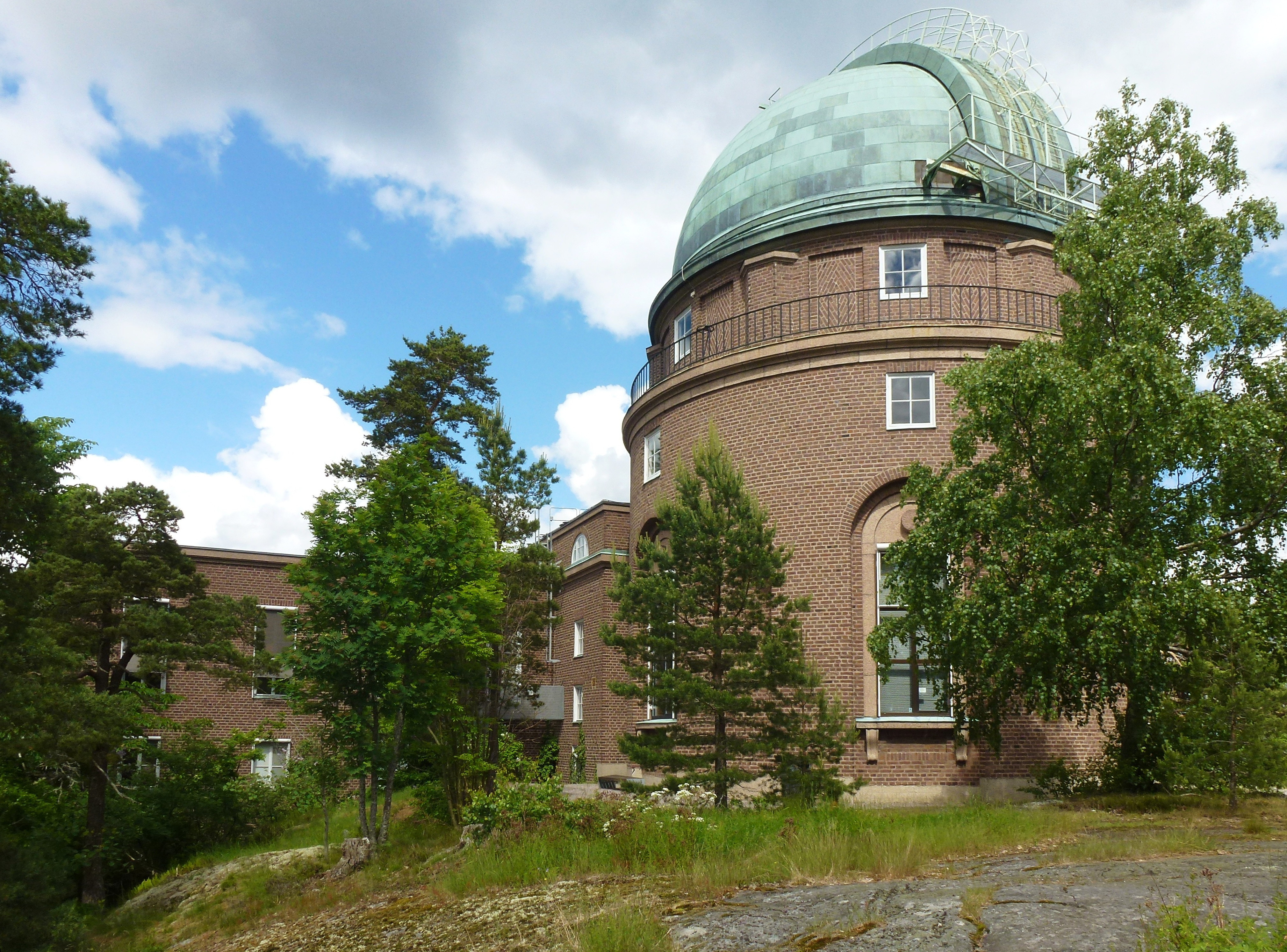
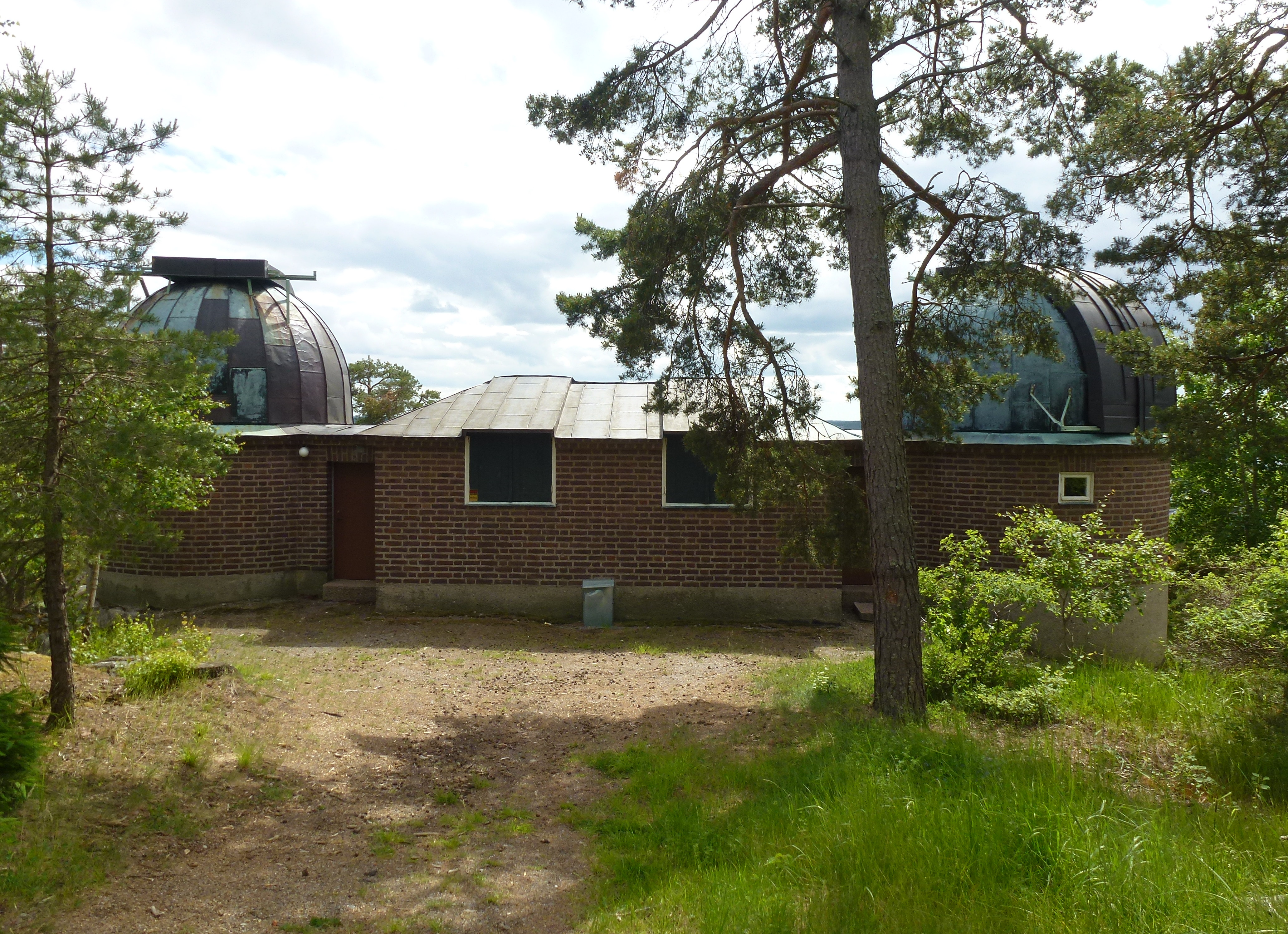
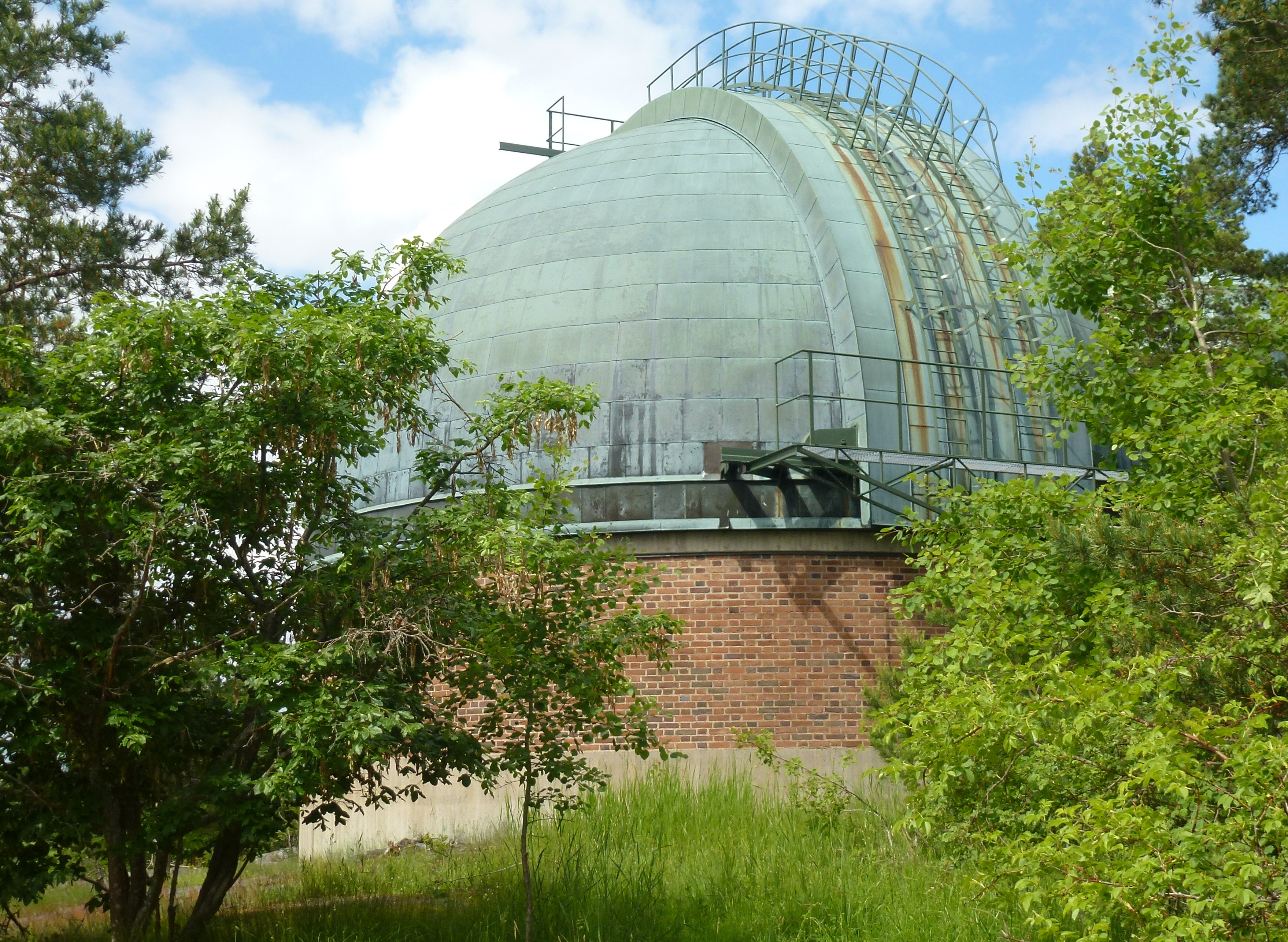
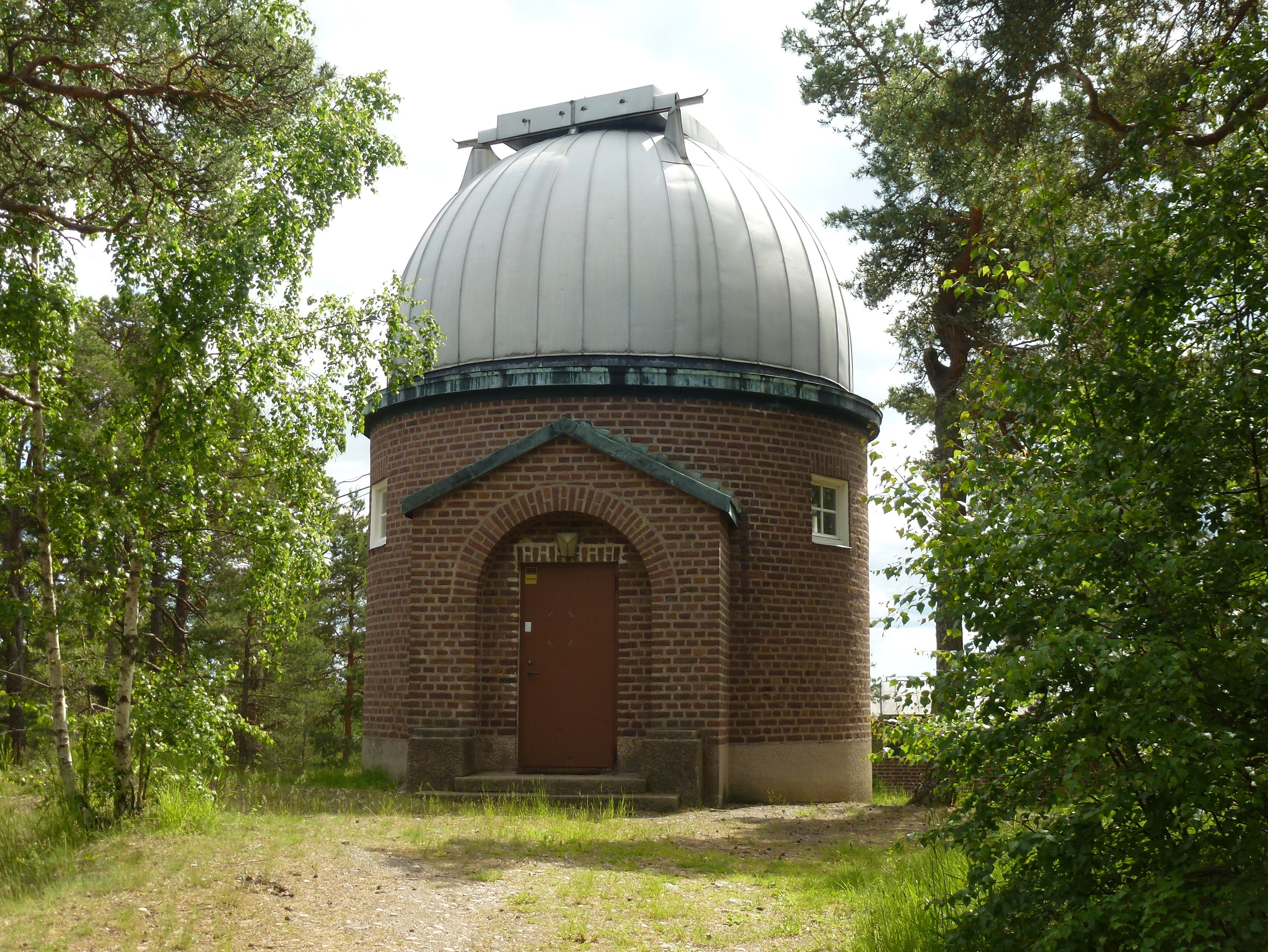
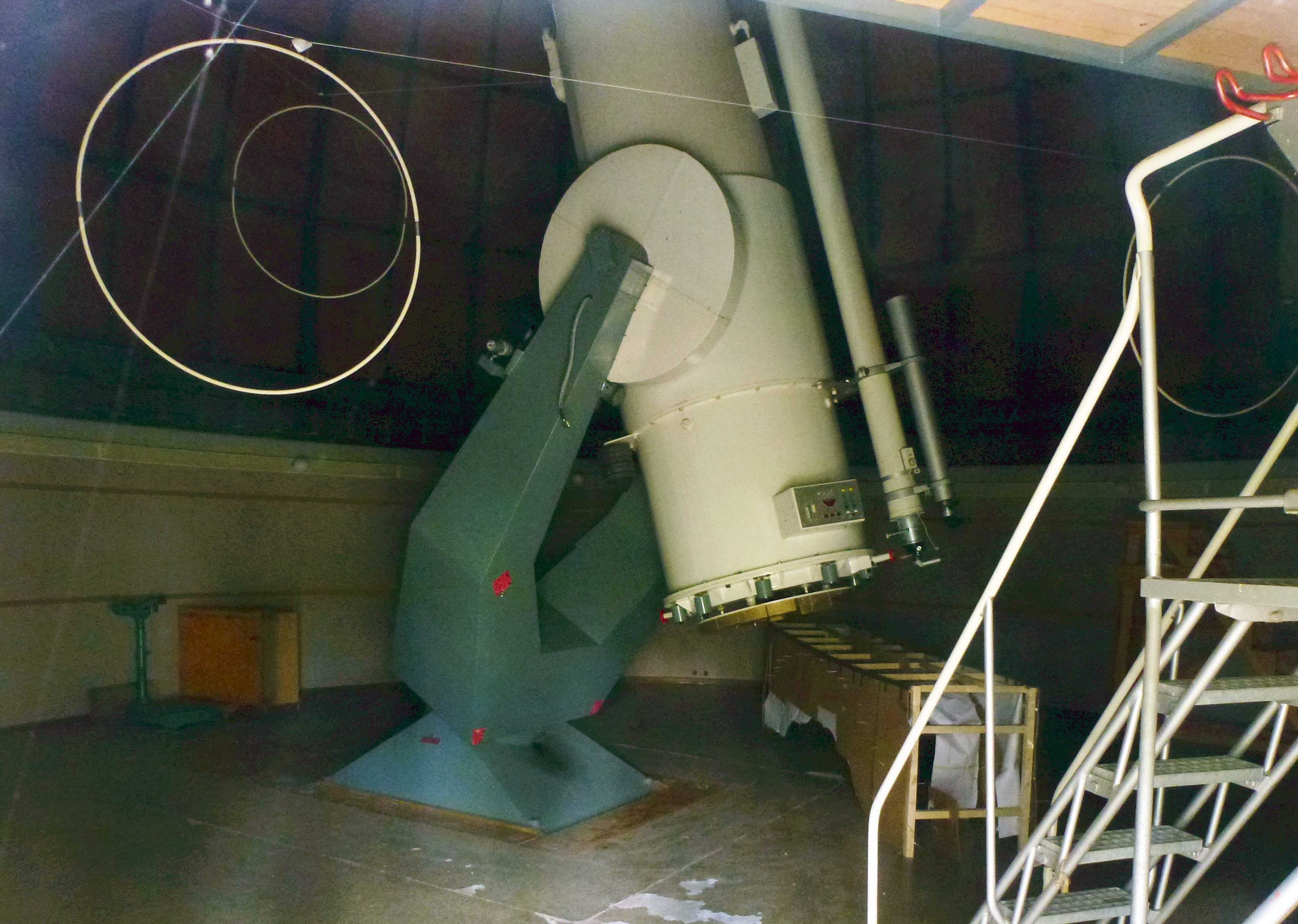